# Death Valley (serie de televisión)
Death Valley es una serie de televisión del canal MTV, grabada como un falso documental en el que una patrulla especial de policías tiene que enfrentarse todas las noches a diferentes monstruos como zombis, hombres lobo y vampiros.
El creador de la serie es Curtis Gwinn y cuenta con un reparto con actores como Texas Battle, Tania Raymonde, Bryce Johnson, Charlie Sanders, Bryan Callen y Caity Lotz.
El escenario donde patrullan los agentes de policía es el valle de San Fernando en California. No se sabe cómo los monstruos llegaron allí, lo único que se sabe es que hay que acabar con ellos, por eso la policía creó el grupo para la intervención.